# Hipopótamo-pigmeu-da-sicília
Hipopótamo-pigmeu-da-sicília (Hippopotamus pentlandi) é uma espécie extinta de hipopótamo da Sicília, que habitou a ilha do Pleistoceno Médio ao Pleistoceno Superior. Alguns indivíduos podem ter se dispersado também para Malta, onde teriam dado origem ao hipopótamo-pigmeu-de-malta.